# Martinidesz László
Martinidesz László (Budapest, 1953. szeptember 3. – 2009. január 21.) magyar filmrendező, forgatókönyvíró, operatőr.

## Életpálya
A Színház- és Filmművészeti Egyetemen 1988-ban adásrendezői oklevelet szerzett. Fő munkáltatója a Magyar Televízió volt. Sok műfajban szerzett tapasztalatot: burleszk, tévéjáték, kis- és nagyjátékfilm, képzőművészeti, reklám, kísérleti film. 1997-től a Fundamentum ’93 Stúdió Bt. munkatársa lett. Dokumentum, kis-játék és kísérleti filmeket készített. Fontosnak tartotta a műhelymunkát, igyekezett segíteni és "helyzetbe hozni" fiatal kollégáit. Szívesen foglalkozott filmelméleti kérdésekkel.

## Témaköre
Alkotásainak központi témájául a hátrányos helyzetű, szociálisan kiszolgáltatott emberek problémáinak feldolgozása volt. Kiemelten kezelte az állami gondozottak sorsát.

## Szakmai sikerek
Filmjeivel több díjat nyert külföldi és hazai fesztiválokon.
- Fődíj
  - 1984-ben Nemzetközi Szakszervezeti Filmfesztivál, Bulgária
  - 1986-ban "Nyomda" című rövidfilm
- Rendezői díj
  - Fiatal Művészek Nemzetközi Fesztiválja, Pamporovo
  - 1988-ban "Nyomda"
- Különdíj
  - Képzőművészeti Filmszemle - "Schaár"

## Filmjei
- Brigád Blues (színes, 2005) rendező, forgatókönyvíró. Dokumentumfilm a betanított munkások életéről, munkakörülményeikről, valamint a munkaversenyről és a brigádmozgalomról.
- A névtelen forradalmár (2005) rendező.
- 2004 - "Átváltozások" játékfilm
- Ha csak egyetlenegy (színes, dokumentumfilm, 2003) forgatókönyvíró, szerkesztő-riporter.
- Bárány, tánc, áldozat (színes, dokumentumfilm, 2000) (TV-film) rendező, forgatókönyvíró.
- Bujdosó kollégium (színes, dokumentumfilm, 1996) (TV-film) rendező, operatőr.
- 1987 - "Biros emberek" játékfilm
- 1985 - Első egész estés dokumentum-játékfilm: "Karcsika"